# Rachiopogon grantii
Rachiopogon grantii là một loài ruồi trong họ Asilidae. Rachiopogon grantii được Newman miêu tả năm 1857. Loài này phân bố ở miền Australasia.